# Gottlob Berger
Gottlob Berger (født 16. juli 1896, død 25. januar 1975) var tysk SS-Obergruppenführer, NSDAP-medlem 1923-1945 og general i Waffen-SS.
Han var uddannet skolelærer og deltog i 1. verdenskrig, hvor han blevet såret tre gange og senere overført til stabsarbejde på vestfronten.
Efter krigen genoptog han sit lærerarbejde, men kunne ikke tilpasse sig det civile liv og søgte optagelse i et af de mange "frikorps". Det førte til optagelse i NSDAP i 1923.
I 1930 indtrådte han i SA og blev hurtigt forfremmet. I skuffelsen over Ernst Röhms kupplaner mod Hitler forlod Berger SA i 1935 og overgik til SS med rang af Oberführer. Grundet sit organisationstalent overgik han i 1938 til SS-Hauptamt og begyndte at arbejde med organisation og struktur inden for SS.
Med begyndelsen af 2. verdenskrig og besættelsen af de nord- og vesteuropæiske lande så Gottlob Berger en mulighed for at udvide SS-organisationen til de "germanske" lande og involverede sig i rekruttering af frivillige til SS, Waffen-SS og senere "Germanske"-SS. 
Det kom for Danmarks vedkommende til at omfatte Frikorps Danmark og Schalburgkorpset.
Gottlob Berger fortsatte, til krigen sluttede, men påtog sig løbende yderligere opgaver som bevæbningen af Postschütz og etablering af paramilitære militser i Polen.
I 1945 bliver Gottlob Berger taget til fange af amerikanerne og i 1949 idømt 25 års fængsel for krigsforbrydelser. Han fik en strafnedsættelse til 10 år, men blev frigivet efter kun 6½ års fængsel i december 1951.
Han var ansat ved en gardinfabrik til sin pensionering i 1964.